# Akiko Yosano
Akiko Yosano (Japans: 与謝野 晶子, Yosano Akiko) (Sakai, 7 december 1878 - Tokio, 29 mei 1942) was een Japans dichteres en vertaalster van Klassiek Japans.

## Leven
Yosano Akiko werd geboren in een welvarende familie die bekend was binnen de wereld van de confectiehandel. Zij groeide op in een huis vol boeken, een voorrecht voor een vrouw destijds.
Ondanks de vele taken die het reilen en zeilen van de kledingzaak met zich mee bracht, vond zij steeds de tijd om de klassieken van de Japanse literatuur te verslinden.
Tijdens haar opleiding aan de Sakai Girls' High School, waar zij afstudeerde in 1895, verbreedde zij haar kennis van de Japanse literatuur en voegde daar Europese literatuur en poëzie aan toe. Dit moet ze grotendeels zelfstandig ondernomen hebben gezien het geringe onderwijsniveau destijds aan zulke school.
In september 1895, publiceerde Yosano Akiko haar eerste gedicht, een tanka, in Bungei kurabu 文芸クラブ (Literaire Club), een tijdschrift uit Tokio.
In augustus 1900 leidde deze publicatie tot een ontmoeting met de beroemde dichter Yosano Tekkan (1873 - 1935), de leider van de toenmalige romantische beweging binnen de Japanse poëzie. Hoewel hij een getrouwd man was, stond zijn huwelijk op barsten en al snel sloeg, tussen hem en de jonge dichteres, de vonk over. Akiko verliet in juni 1901 have en goed om met hem te gaan samenleven in Tokio, waarna zij in september van datzelfde jaar huwden.
Ze richtten samen het Genootschap van de Nieuwe Poëzie op, Shinshi-sha 新詩社. Akiko publiceerde vanaf dan haar werk in Myōjō 明星 (Morgenster), het bekende maandelijkse poëzie-tijdschrift van haar echtgenoot. Zij nam daarbij ook een gedeelte van de redactionele taken waar.
Haar eerste gedichtenbundel, Midaregami 乱れ髪 (Verwarde Haren), die zo'n 400 gedichten bevat, werd eveneens in 1901 gepubliceerd. Deze bundel is een wervelende expressie van onbevangen sensualiteit; een gewaagd project voor een man in die tijd, laat staan een jonge vrouw. Het werk stond aan het begin van een rijke nalatenschap: meer dan 20 bundels aan poëzie en enkele gelauwerde vertalingen vanuit het Klassiek Japans, waaronder een wijdverbreide, veel gebruikte vertaling naar het moderne Japans van Genji Monogatari 源氏物語 (Het Verhaal van Prins Genji).
In 1911 ondernam het koppel een studiereis naar Frankrijk. In West-Europa volgen talrijke ontmoetingen met bekende schrijvers en kunstenaars, die hen de ogen openden. Vooral Akiko keerde terug met een veranderde kijk op de sociale problematiek tijdens de Taishō-periode in Japan en dit voornamelijk inzake de positie van de vrouw.
Net toen Yosano Akiko's populariteit ten top steeg, begon de ster van haar echtgenoot te tanen. Dankzij de verkoop van haar boeken konden ze tijdens hun huwelijk toch het hoofd boven water houden. Yosano Akiko werd moeder van elf kinderen.
In 1921 werd zij decaan en professor aan de Bunka Gakuin (Cultureel Instituut), een vrije gemengde school, die ze samen met haar echtgenoot en anderen had gesticht.
Ze overleed op 63-jarige leeftijd. De politicus Yosano Kaoru is een van haar kleinzonen.

### Poëzie
De gedichtenbundel, Midaregami 乱れ髪 (Verwarde Haren), was een lofzang op de liefde en prille, heftige emoties van de jeugd. Hij was, vooral onder de jongere generaties, mateloos populair en kan met recht een van de meesterwerken van de romantische stroming in Japan genoemd worden.
De beschrijvingen in de gedichten werden, zeker in die tijd, als zeer erotisch ervaren. Ze veroorzaakten een storm aan protest en een waar schandaal omwille van hun teugelloze expressie van vrouwelijke seksualiteit. Deze gedichten vierden de vrouwelijke seksualiteit, in schril contrast met het Confucianisme dat ze wenst te onderdrukken en verbergen. Het viel niet bij allen in goede aarde.
Saito Mokichi, (斎藤茂吉)(1882 - 1953) een dichter en tijdgenoot, zegt erover: "Het is alsof een vroegrijp meisje onbeschaamd spreekt over volwassen zaken."
De gedichten, gepubliceerd toen Akiko 23 was, schijnen inderdaad vaak het werk van een 16-18-jarig meisje. Ze klinken ongebalanceerd en ongekunsteld, wat ongewoon is voor Japanse poëzie, die zo pronkt met haar organische harmonie en systematische beknoptheid.
Tanabe Seiko, een schrijver, vereenzelvigt Yosano Akiko's gedichten met "jonge schoolmeisjes die houden van linten, kimono's met bloemmotief, chocolade en romantiek".
Maar de onbeschroomde uitingen zijn net de sterkte van de Midaregami en liggen ten grondslag aan het immense succes van de bundel.
Later zouden nog meer dan 20 gedichtenbundels volgen, waaronder: Koigoromo (Liefdeskleed) en Maihime (Danser).

### Feminisme
Yosano Akiko wordt hierbij vooral geloofd om haar bijdragen aan Japans eerste feministische tijdschrift voor creatief schrijven, Seitō 青鞜 (Blauwkous). Ze werd een sterke voorvechter van onderwijs voor vrouwen en een notoire suffragette.
Ondanks haar inzet en feministische visie, werd Akiko echter nooit een radicaal politiek activist. Ze bleef liberaal in haar gedachtegoed en haar protest kan ten hoogste subtiel genoemd worden. Bepaalde aspecten van het opkomende nationalisme verwierp zij, terwijl ze andere goedkeurde.
Bij een van haar tijdgenotes en oprichter van Seitō, Hiratsuka Raichō, (平塚雷鳥) (1886, 1971) zien we dat wanneer Raichō een lans breekt voor 'de vrouw als moeder', dit met sterk nationalistische inslag, Akiko zware kritiek te verduren krijgt voor haar voorzichtig anti-nationalistische gedichten waarin ze bijvoorbeeld verzucht "dat ze slechts blij zal zijn als haar man al levend terugkomt". Vele anderen werden om zogenaamde afwijkende uitspraken gevangengenomen of gedwongen tot stilzwijgen, doch aan Akiko werd nooit geraakt.
Gedurende de Taishō-periode (1912-1926) schreef zij verschillende sociale kritieken zoals Hito obyobi Onna to shite, (Als Mens en als Vrouw) Gekido no Naka o Iku (Gaand door Turbulente Tijden) en de autobiografische roman Akarumi e (Naar het Licht).
Zij bleef haar gehele leven geëngageerd, ondanks de lasten van de opvoeding van haar vele kinderen en talrijke andere verplichtingen. Zo bleef zij openstaan, om jongere talentvolle dichters, voornamelijk jongere vrouwen, te steunen en ontmoeten in de wereld van de poëzie.

## Werken
- Meer dan 20 gedichtenbundels, waaronder:
  - Midaregami (Verwarde Haren)
  - Koigoromo (Liefdeskleed)
  - Maihime (Danser)
  - Otouto ni Ataufu Uta (Een gedicht voor mijn broer)
- Man-Mō yūki (Reizen in Mantsjoerije en Mongolië) Een reisverhaal.
- Akarumi e (Naar het Licht) Een autobiografische roman.
- Vertalingen, o.a.:
  - Shinyaku Genji Monogatari (Het verhaal van Prins Genji) Een nieuwe vertaling van Murasaki Shikibus klassieker in het moderne Japans.
  - Shinyaku Eiga Monogatari (Het verhaal van het Bloeiende Fortuin)

## Lectuurlijst
- Beichman, Janine. Embracing the Firebird: Yosano Akiko and the Birth of the Female Voice in Modern Japanese Poetry. Honolulu (Hawaï), University of Hawai'i Press, 2002.
- Yosano, Akiko. Travels in Manchuria and Mongolia. Fogel, Joshua A. (vert.). Columbia University Press, 2001.
- Yosano, Akiko. Tangled Hair: Selected Tanka from 'Midaregami' by Akiko Yosano. Goldstein, Sanford en Shinoda, Seishi (vert.). Boston, Cheng & Tsui Company. 2002.
- Yosano, Akiko. River of Stars: Selected Poems of Yosano Akiko. Hamill, Sam en Matsui, Keiko Gibson (vert.). Boston Shambhala, 1997.